# 利布尔讷区
利布尔讷区（法語：Arrondissement de Libourne）是法国新阿基坦大區吉倫特省所辖的一个区。总面积1282.9平方公里，总人口154443，人口密度120人/平方公里（2017年）。主要城镇为利布尔讷。

## 辖区
利布尔讷区辖有129个市镇。